# I
I (minuskuła: i) – dziewiąta litera alfabetu łacińskiego, dwunasta litera alfabetu polskiego. Oznacza zwykle w danym języku samogłoskę przednią wysoką, np. [i] lub [ɪ].

## Inne reprezentacje litery I
| Sygnalizacja                            | Sygnalizacja       | Sygnalizacja | Język migowy | Język migowy | Język migowy | Alfabet Braille’a |
| flaga Międzynarodowego Kodu Sygnałowego | Alfabet semaforowy | Kod Morse’a  | francuski    | kanadyjski   | polski       | Alfabet Braille’a |
| --------------------------------------- | ------------------ | ------------ | ------------ | ------------ | ------------ | ----------------- |
|                                         |                    | Iⓘ           |              |              | i            |                   |